# Zeilberg
Zeilberg (dialect: Zaailberg) was een buurtschap en later een kerkdorp in de gemeente Deurne. Door uitbreiding van het dorp Deurne is Zeilberg nu een oostelijke gelegen wijk van Deurne geworden.

## Etymologie
Een zeil of zijl is een waterloop en een berg is een verhoging in het landschap. De betreffende verhoging in de nabijheid van een (voormalige) waterloop is te vinden aan de tegenwoordige Kulertseweg, achter de molen.

## Geschiedenis
Zeilberg wordt het eerst vernoemd in 1384 in schepenprotocollen van de stad 's-Hertogenbosch als land die Zeylberch.
In de middeleeuwen was Zeilberg een van de buurtschappen aan de oostzijde van de Deurnese akker. Andere, niet minder belangrijke buurtschappen nabij Zeilberg waren Hanenberg, Kranenmortel en Breemortel. Later kreeg de naam Zeilberg steeds meer een dekkende lading voor het gebied ten zuidoosten van de kern Deurne. De groei van de gemeenschap door grootschalige ontginningen in het heidegebied ten oosten van het huidige dorp Deurne zijn daar ongetwijfeld mede voedend voor geweest.
Omstreeks 1600 vestigden zich een aantal pottenbakkers in de nabijgelegen buurtschap Hanenberg. Omstreeks 1650 was er al een bloeiende huisnijverheid ontstaan. De carnavalsvereniging draagt nog de naam De Pottenbakkers.
Zeilberg begon zich geleidelijk te ontwikkelen toen, vanaf 1860, de Peelontginningen op gang kwamen. De nieuwe kern werd niet gebouwd rond het middeleeuwse Zeilberg (nabij de huidige molen Maria-Antoinette), maar zuidelijker, tussen de oude buurtschap en de Hanenberg. In 1914 werd -na een verzoek van lokale bewoners- een eigen parochie gesticht en werden de Sint-Willibrorduskerk, pastorie, klooster, school en patronaat gebouwd. De ontwikkeling van een dorpsgemeenschap werkte stimulerend voor de ontwikkeling van het eigen karakter van Zeilberg.
In de vorm van de Rooms-Katholieke Zeilbergse Sportvereniging kreeg ook de sport een plekje in het gemeenschapsleven. Daarnaast kent Zeilberg ook een harmonie welke een centrale plek in neemt. Harmonie Excelsior is eigenaar van- en gevestigd in de eerder genoemde molen Maria-Antoinette. Naast de Harmonie maken ook een drumband en majorette groep deel uit van Excelsior.
Sinds de bouw van de wijken Koolhof en Heiakker na de Tweede Wereldoorlog zijn de jonge kern Zeilberg en het oudere dorp Deurne aan elkaar gegroeid. Zeilberg is naast de al genoemde Sint-Jozefparochie en Walsberg een van de drie dorpsdelen van de gemeente Deurne die al vóór de Tweede Wereldoorlog een zelfstandige plek kregen naast de hoofdkern, maar er geografisch inmiddels wel deel van uitmaken. Zeilberg is daarmee van buurtschap overgegaan in een buurt van Deurne en is als zodanig ook opgenomen door het CBS als officiële buurt (geen dorp, geen wijk).
Op 2 januari 2009 werd bekendgemaakt dat de Heilige Willibrorduskerk in 2010 aan de katholieke eredienst zal worden onttrokken.

## Volkslied
Aan het begin van de jaren zestig schreef Jan van Ooij een volkslied voor zijn geboortedorp, het Zeilbergs volkslied. Dit lied werd daarna meermaals geplagieerd voor gebruik als volkslied voor andere plaatsen. Het werd in verschillende versies op singles en elpees uitgebracht.

## Bezienswaardigheden
- Sint-Willibrorduskerk, een neogotische kerk uit 1914.
- Windmolen Maria-Antoinette aan de Zeilbergsestraat
- Beeldje De Pottenbakker, voor het Gemeenschapshuis, herinnert aan de vroegere nijverheid.
- Beeldje De Peelwerker, op het plein aan de Zeilbergsestraat, herinnert aan de Peelarbeiders uit de laatste helft van de 19e eeuw.
- Oorlogsmonument in de vorm van een kruisbeeld, op de hoek van de Hanenbergweg en de Kranenmortelweg, uit 1948, hersteld in 1987.

## Bekende personen uit Zeilberg
- Grard Sientje
- Jan van Ooij
- Ton Keunen

## Nabijgelegen kernen
Deurne, Griendtsveen, Liessel